# 熊本市交通局1090形電車
熊本市交通局1090形電車（くまもとしこうつうきょく1090がたでんしゃ）は、熊本市交通局（熊本市電）に在籍する路面電車車両である。1955年（昭和30年）に188形として導入された車両と1957年（昭和32年）に190形として導入された車両の2つに大別されるが、ワンマン運転対応改造の際に一括して1090形に改められた。

## 概要
1090形のうち先に登場したのは旧188形のグループで、これは熊本市交通局が1955年（昭和30年）9月に導入した車両である。導入数は2両 (188・189)。前年導入の180形 (181 - 187) の続番であるが形態が大きく異なるため別形式とされた。1949年（昭和24年）導入の120形から数えて熊本市電では7形式目のボギー車である。続いて1957年（昭和32年）4月に旧190形2両 (191・192)、同年10月に同3両 (193 - 195) が導入された。これら2形式7両の導入により熊本市電が保有するボギー車は計34両となった。
メーカーは東洋工機で、形式は別だが旧188形も旧190形もほとんど同一設計の車両である。そのため、ワンマン運転拡大のため1967年（昭和42年）から翌年にかけて施工されたワンマンカー改造の際に一括して1090形に改められた。改造に際し本形式以前の車両は原番号に900を加えた番号に変更されたが、旧188形については製造順に逆らい旧190形5両の続番とされた。
- 190形191 - 195 → 1090形1091 - 1095
- 188形188 - 189 → 1090形1096 - 1097

1970年代前半にかけて実施された路線縮小（2系統（現A系統）と3系統（現B系統）以外の路線廃止）後も全車残存し、加えて1978年（昭和53年）から翌年にかけて全車に冷房設備の設置も行われた。廃車はなく、2018年4月1日現在7両とも熊本市交通局に在籍する。

## 構造

### 車体
1090形は半鋼製・低床構造のボギー車である。全長は12.0メートル、最大幅は2.3016メートル、高さは車体高さ3.142メートル・パンタグラフ折畳み高さ3.805メートル。自重は15.3トン、冷暖房設置後は16.4トンである。車体塗装については下記#車体塗装の変遷にて別途記す。

#### 車体前面

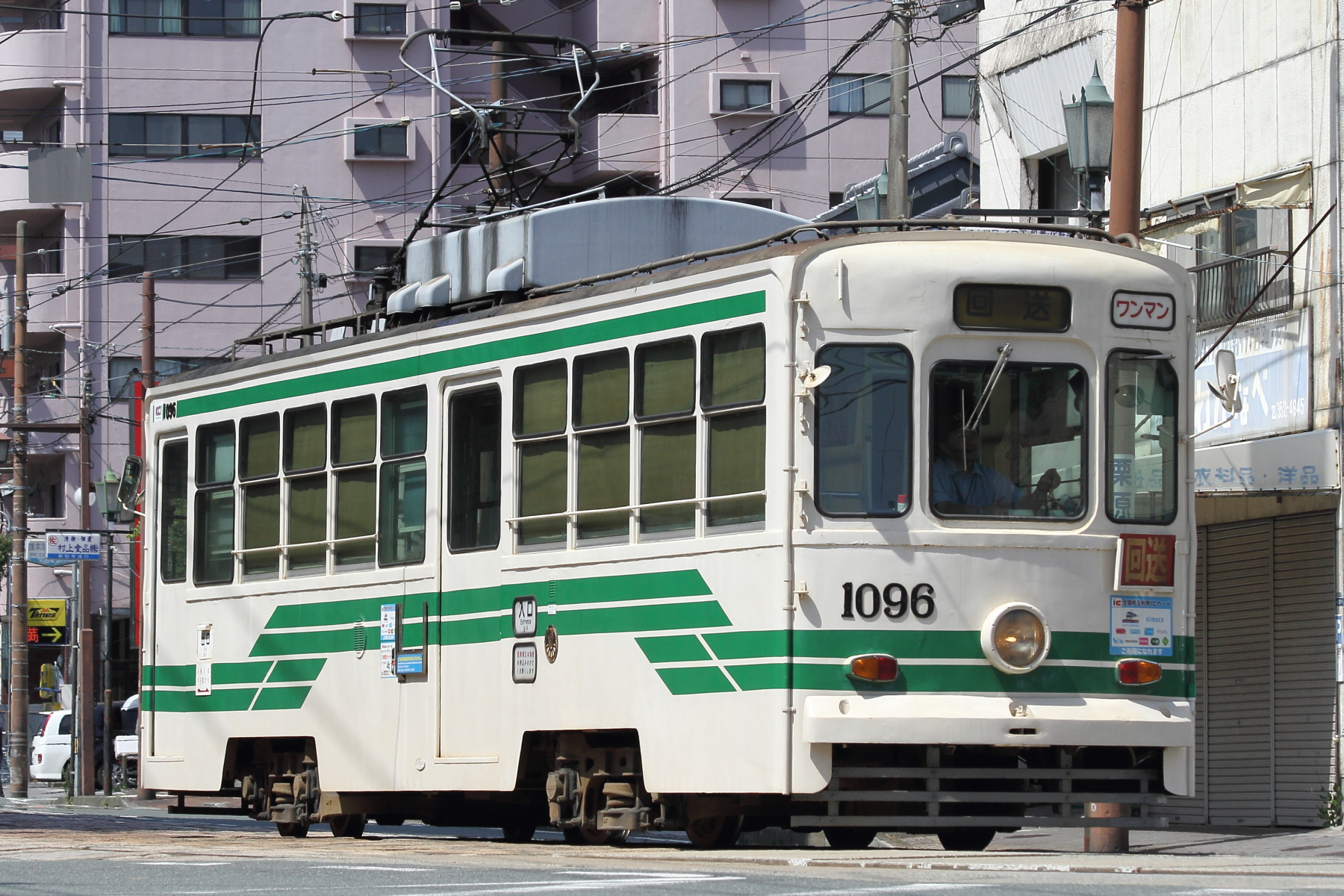
1096号（2016年）

車体前面（妻面）は、中央に幅広の大型窓を配する3枚窓のスタイルである。集電用トロリーポール操作のために下降窓（落とし窓）を採用していた180形（→1080形）までの車両とは異なり、本形式では中央窓は押し出し式で開閉する一枚窓に変更、両脇の窓も上部固定・下部上昇式の二段窓とされた。両脇の窓については180形以前の形式でこの形状を採用する車両もあるが、本形式に倣って後から改造されたものである。窓の下にウィンドウ・シルが付く（側面も同様）。
窓や窓回りは、ワンマンカー改造工事の際のワイパー設置や可動式バックミラー設置をはじめ、製造後の改良が多数あり形状が変化している。中央窓については、1999年時点で全車固定窓になっているのが確認できる。また両脇の窓については、1096号に限って上下に分かれていない固定一枚窓に改造されている。
前照灯は窓下中央部に配置。尾灯については原型では前照灯の正面から見て左横に取り付けられていたが、ワンマンカー改造の際に前照灯両脇の2か所設置に改められた。この尾灯は停止灯と一体となったもので、改造当時に広く利用されていたバス用尾灯・方向指示器の部品を転用したものである。方向幕は新造時より中央窓上に配置する。

#### 車体側面
側面の客室扉は片側2か所ずつ、計4か所に設置。配置は左右非対称（点対称）で、進行方向に向かって左側では車体前方と中央部後寄り、右側では中央部前寄りと後方になる。熊本市電では標準のドア配置であり、ワンマン運転時は中扉が乗車口、前扉が降車口となる（後乗り前降り）。扉は引き戸で、幅は前後の扉が85.0センチメートル、中央の扉が109.0センチメートル。
側面窓はドア間に5枚ずつ、その反対側に4枚ずつの配置である（側面窓配置＝D5D4）。窓は2か所の戸袋窓を除いて上下に分かれた二段窓で、上段は固定だが下部が上に開く。窓の形状は本形式より上段Hゴム支持、下段アルミサッシの仕様が採用された。
旧190形のグループは中扉右手窓上にも方向幕を設置していたが、ワンマンカー改造時に廃止された。

#### 車内

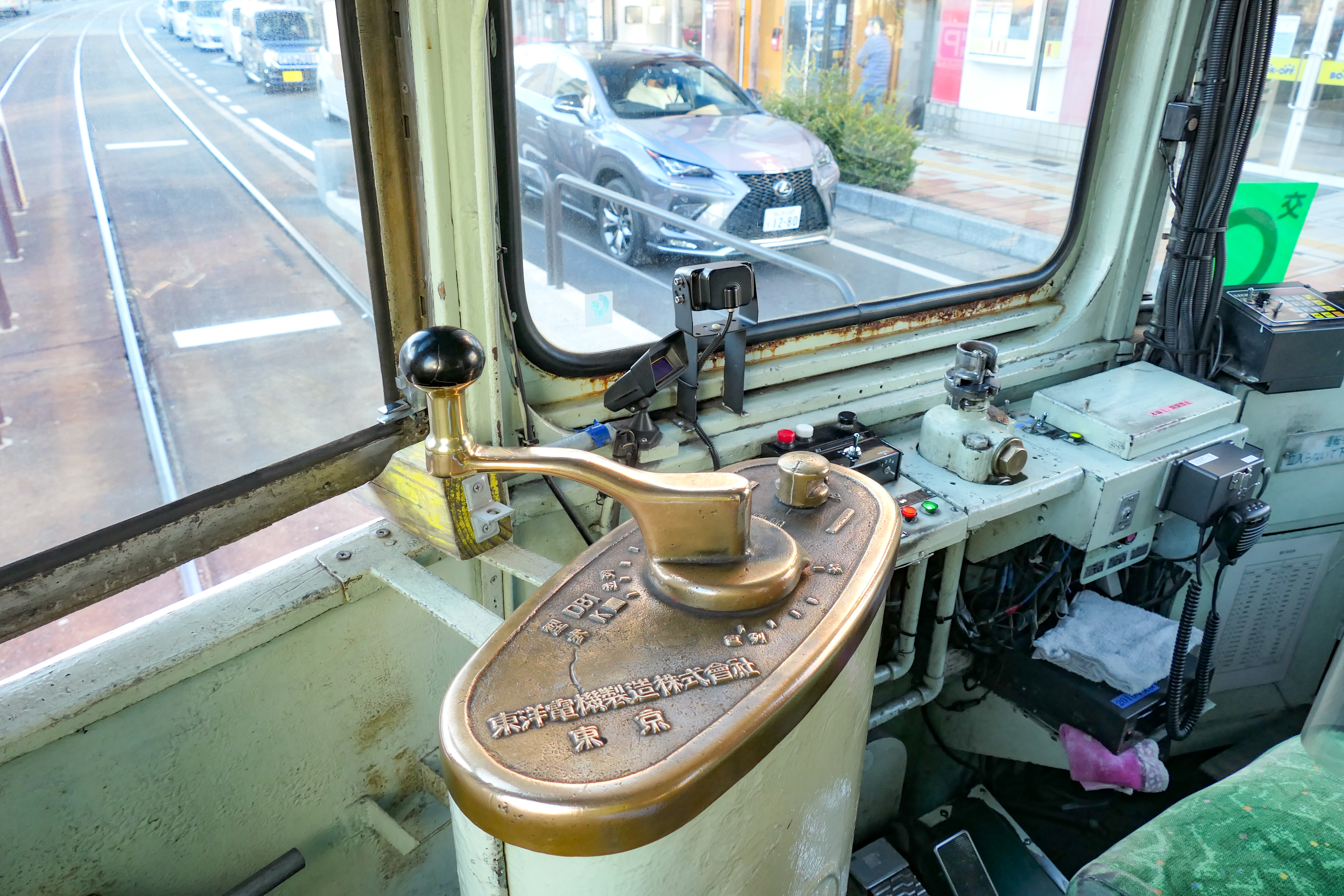
運転台（1097号）
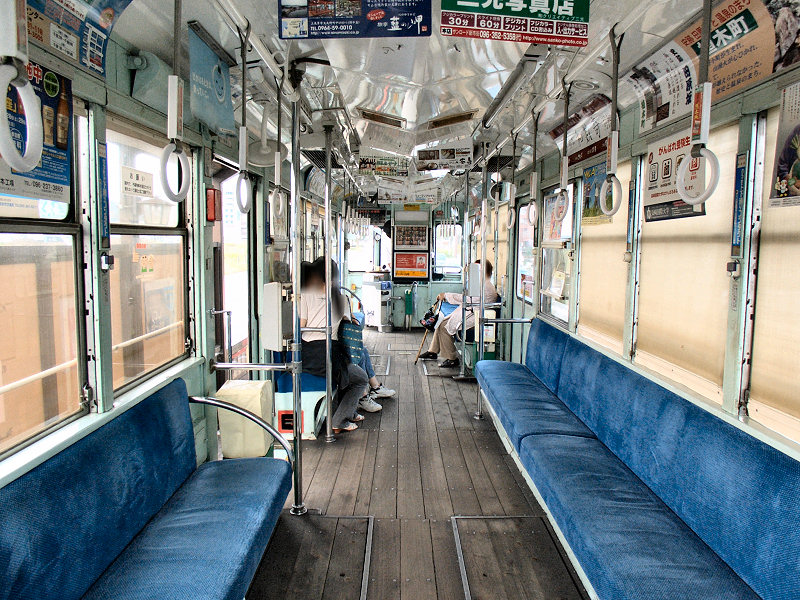
車内（1096号）

客室は最大幅2.03メートル、長さ9.84メートルである。
車内の座席は左右ともロングシートで、扉間に長さ3.75メートルの座席を、その反対側に長さ2.79メートルの座席を配置する。車内照明は本形式まで白熱灯を採用し、200形（→1200形）以降は蛍光灯に切り替えられた。本形式以前の車両が蛍光灯化された後も長く白熱灯を使用していたが、1987年（昭和62年）に蛍光灯化された。
定員は元は座席28人・立席42人の計70人であったが、ワンマンカーへの改造で座席32人・立席40人の計72人となり、さらに1978年（昭和53年）6月の定員変更で座席32人・立席37人の計69人に減少した。

### 主要機器

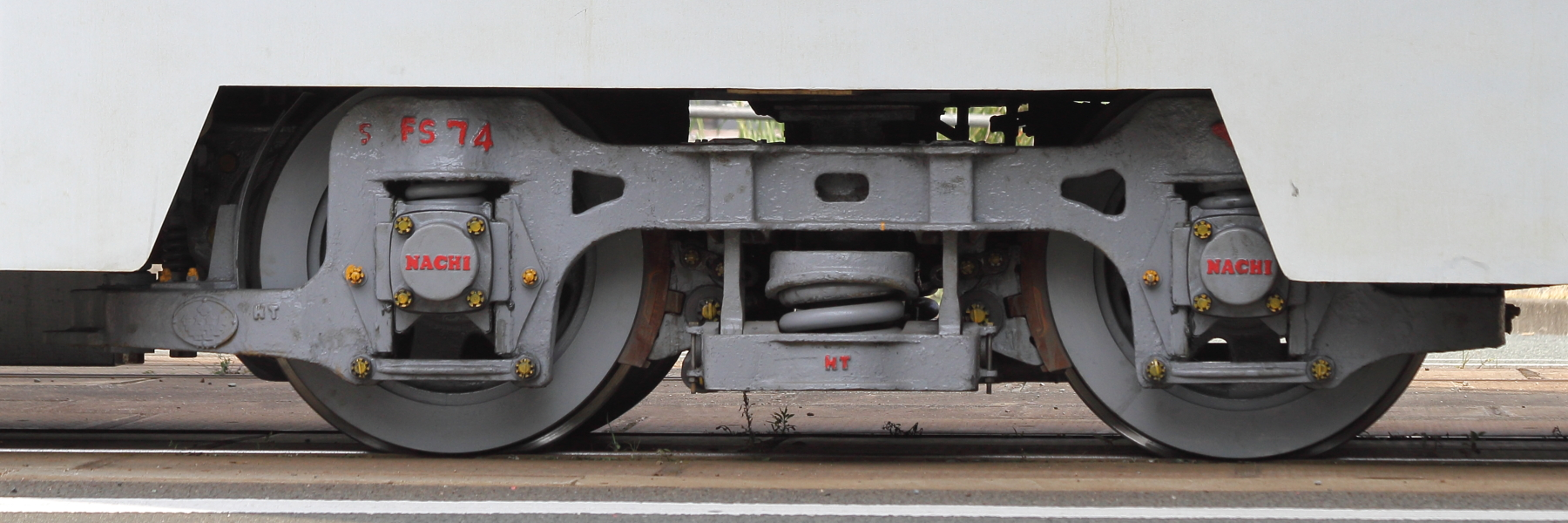
FS-74形台車（1097号）
写真右手が運転台側。左手の動軸と台車枠端梁に主電動機を吊り掛ける。

台車は全車住友金属工業製FS-74形を履く。FS-74形の採用は本形式が最初で、他に1200形・1350形の半数も装着する。熊本市電向けに開発された台車ではあるが、当時同社が他の事業者にも広く納入していた、上下の揺れ枕に挟む枕ばねにコイルばねを用い、軸箱支持方式には軸ばね式を採用する、という形態の台車の一つである。軸距は1,400ミリメートル、車輪径は660ミリメートル。台車設置の基礎ブレーキ装置は片押し式踏面ブレーキを採用し、1台車につき1個、従軸側にブレーキシリンダーを設ける。
主電動機は出力38キロワットの東洋電機製造製SS-50形を1両につき2基設置する。この電動機は当時の標準軌路面電車用標準電動機（直流直巻電動機）で、その主要諸元は電圧600ボルト・電流73アンペア・回転数820rpmである。歯車比は59:14で、駆動は吊り掛け駆動方式による。
制御器は東洋電機製造製の直接制御器DB1-K4形を設置。制御方式は直並列組合せ制御であり、制御器のノッチは直列4ノッチ・並列4ノッチ・制動7ノッチとなっている。ブレーキ装置は日本エヤーブレーキ製のSM3直通ブレーキを搭載する。ブレーキ弁はごく一般的なPV-3形を用いる。
これらの主電動機・制御器・ブレーキ装置の仕様は本形式を含む、1950年導入の1050形から1350形に至るまでの各形式で共通する。
集電装置は新造時、本形式から採用された菱形パンタグラフを使用していた。東洋電機製造製のPT-34B形という形式であったが、故障が多く、一部はビューゲルに取り換えられた。その後ワンマンカー改造の際に、Z型パンタグラフへと変更されている。本形式に限り、冷房化以前におけるZ型パンタグラフの取り付け位置が車体中央部であった。

## 改造

### ワンマンカー改造
熊本市電では、1966年（昭和41年）2月より1000形（旧・大阪市電901形）を用いてワンマン運転が開始された。以後、1000形に準ずるワンマンカーへの改造工事が既存車両に対して進められ、200形（→1200形）・350形（→1350形）に続いて本形式にも施工された。
190形への施工は1967年（昭和42年）8月から翌年1968年（昭和43年）1月にかけてで、改造後は旧番号に900を足した番号へと変更された（190形191 - 195 → 1090形1091 - 1095）。次いで1968年2月・3月に188形にも施工され、1090形に編入の上その続番とされた（188形188・189 → 1090形1096・1097）。
在来車に対するワンマンカー改造は交通局で施工されたものと北九州の九州車輌で施工されたものがあるが、本形式は全車交通局で施工された。改造内容は前述の尾灯の変更、ワイパー・可動式バックミラー取り付け、集電装置の取り替えのほか、前面のワンマン表示窓設置、側面の入口・出口表示やスピーカーの設置、車体塗装変更、車内の降車合図ボタン設置などである。運賃箱は施工前の1966年8月に当時在籍の全車両に取り付けられていた。ワンマン運転方式は料金後払い制の後乗り・前降り方式。加えて1976年（昭和51年）10月の運賃改定で運賃制度が均一制から対距離区間制に改められ、整理券方式が採用された（その後2007年10月に均一運賃制に復帰）。この対距離運賃制時代には車内に整理券発行器や運賃表示器が備えられていた。

### 冷暖房設置改造
熊本市電では利用客の減少から3度にわたって路線が廃止され、一時は全廃計画まで立てられたが、一転して存続が決まると利用促進に向けた積極投資が続けられた。その代表的なものが冷房化であり、1978年（昭和53年）から1980年（昭和55年）までの3年間でほとんどの車両に冷房装置が搭載された。
一般的な鉄道車両の冷房装置は交流電源のモーターを使用するため直流の架線電源を交流に変換する補助電源装置を必要とするが、路面電車車両の場合には設置スペースや重量の増加、あるいは価格の面で問題があるため、熊本市電では富士電機へ開発を依頼し、同社が新開発した架線電源直流600ボルトで稼働する冷房装置を設置することとなった。本形式に対する冷房化施工は1978年または翌1979年（昭和54年）で、7両ともFAD2225-2形集中式冷房装置（冷房能力2万5,000キロカロリー毎時）が設置されている。
冷房に続き熊本市電では1979年1月以降、座席下に電熱式暖房装置を設置する車両も順次登場したが、この暖房設置改造も本形式では7両全車に行われている。

### 1990年代以降の改造

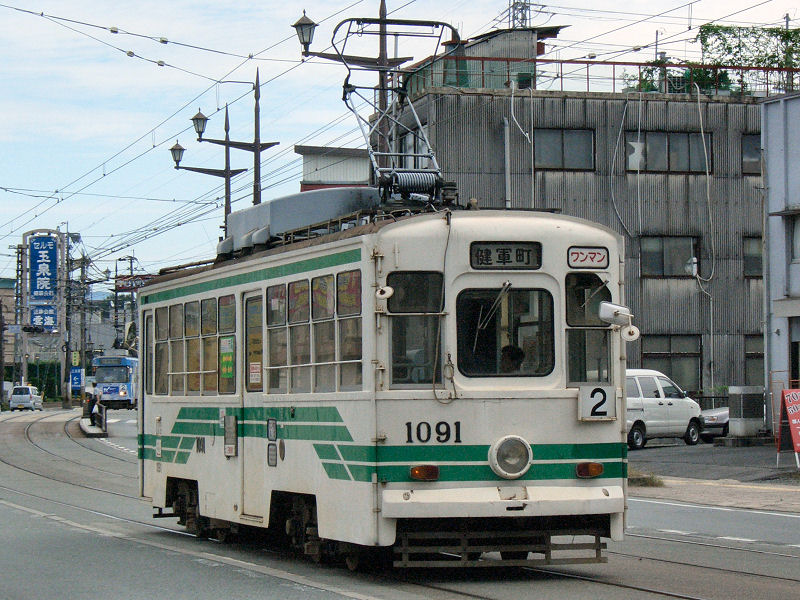
方向幕更新前の1091号（2006年）
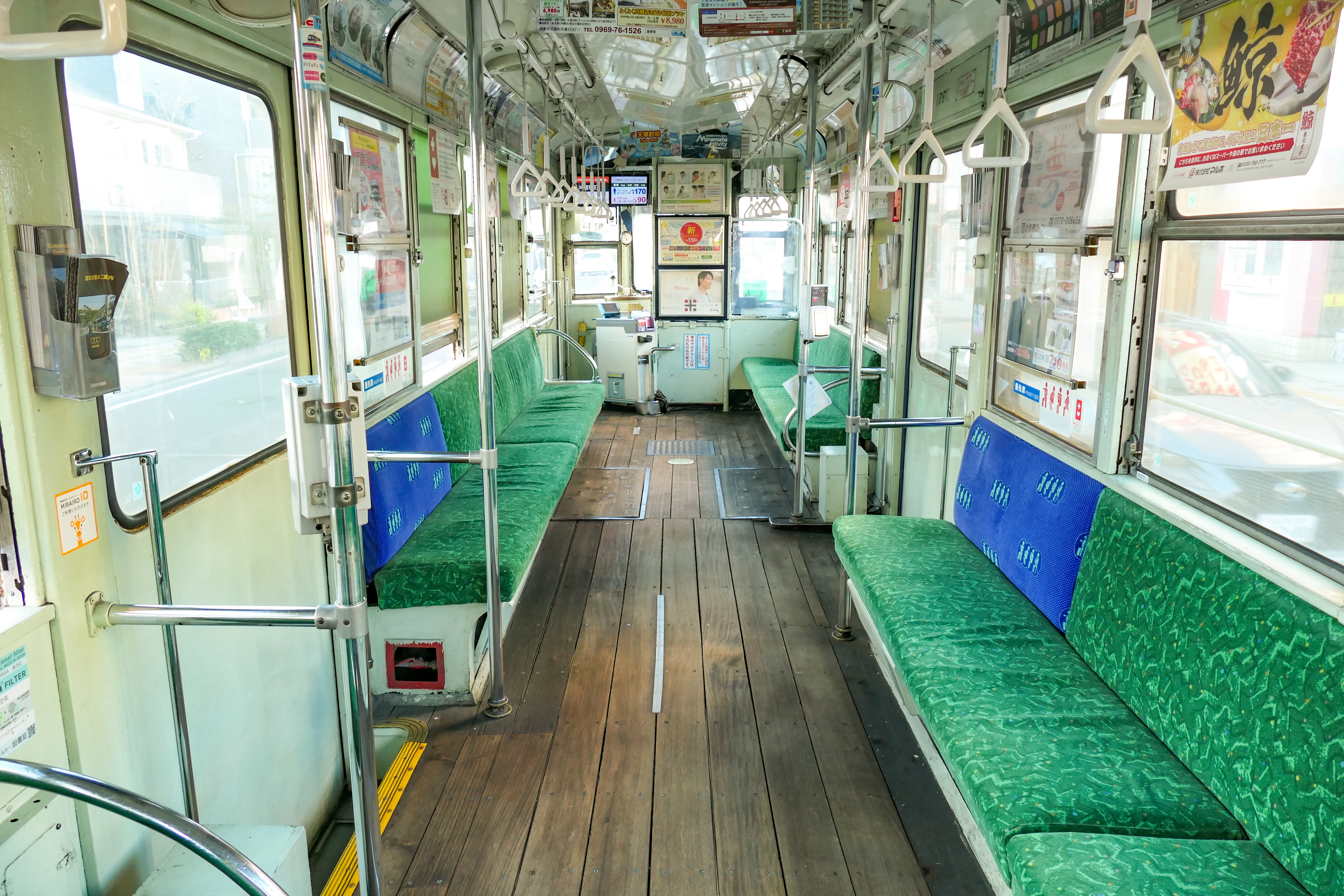
シート張り替え後の車内（2021年）

他形式と共通の改造であるが、1990年代施工の改造には、1991年（平成3年）4月からの列車無線導入に伴う機器設置、1998年（平成10年）3月からの乗車カード「TO熊カード」導入に伴う乗降口へのカードリーダー設置がある。
2000年代以降の市電全車共通の改造には以下のものがある。
- 常時記録型ドライブレコーダー設置 - 2010年度（平成22年度）施工[24]。
- 方向幕更新 - 2011年（平成23年）3月の系統名変更ならびにラインカラー設定に伴う。A系統が赤、B系統が青、その他臨時系統が黄色とされそれぞれ色付き方向幕に変更[19]。
- ICカードリーダー設置 - 2014年（平成26年）3月のICカード乗車券「でんでんnimoca」導入に伴う[25]。

さらに2012年度（平成24年度）より本形式を含む旧型半鋼製車22両を対象に、2015年度（平成27年度）までの4年計画で乗降口ステップ嵩上げ、内外装の再塗装、シート・床の張替えなどからなる「市電車両リフレッシュ事業」が行われた。

## 車体塗装の変遷
新造時の車体塗装は、当時のボギー車の共通塗装である、下部をパープルブルー、上部をクリーム色、屋根部分をライトグリーンに塗ったものであった。その後ワンマンカー改造の際にクリーム色を基調とし紺色の帯を巻いた塗装に変わった。1980年代には帯の色を緑色に変えたものもあり、これらのクリーム色に紺色ないし緑色の帯を巻くのが半鋼製旧型車グループの標準塗装であった。標準塗装のほか一部に全面広告電車もあったが1980年代初めに消滅、以後は車体側面の一部に広告ペイントを施した「カラー電車」が走った（本形式では1093・1094・1096号が該当）が、車体広告は1989年（平成元年）に一旦全廃された。
1989年、熊本市制100周年および熊本市交通局開局65周年の記念事業の一環として市電塗装デザインコンテストが開催され、1093号と1080形1084号・1200形1201号・1350形1351号の4両がデザイン車両として9月23日から運転を開始した。1093号のデザインは、虹色の横線で自然との調和を表したデザインであった。
1990年（平成2年）、1097号の車体塗装が1980年代導入の8200形・8500形に準じた、アイボリーに緑の帯を巻いたものとなった（ただし前面部分については前照灯の位置にあわせて帯がカーブを描いており、その後の塗装とは異なる）。この塗装が旧型半鋼製ボギー車グループの標準色となり、本形式では1994年（平成6年）4月時点で全車この標準色へ統一されている。
塗装とは別に、熊本市電では1999年（平成11年）4月にフィルムラッピングによって全面広告電車が復活した。本形式についても広告電車として用いられることがある。

広告車両の例
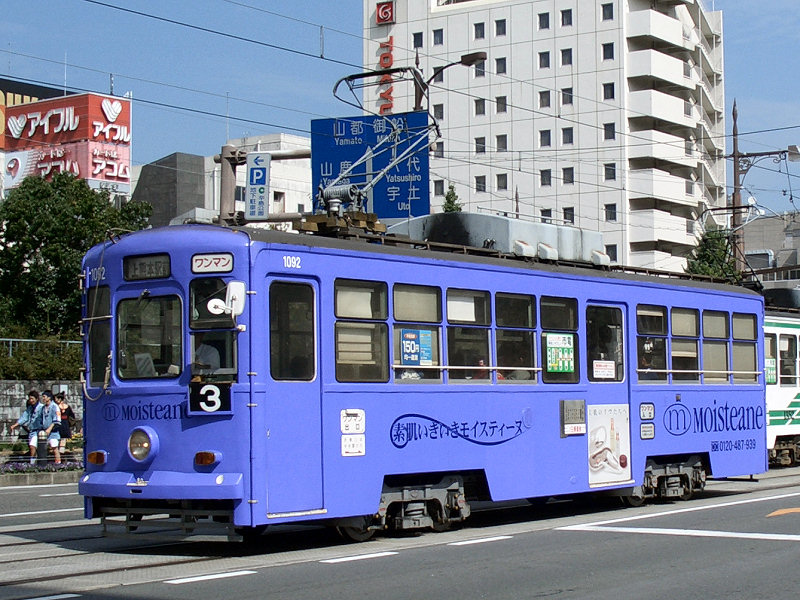
1092
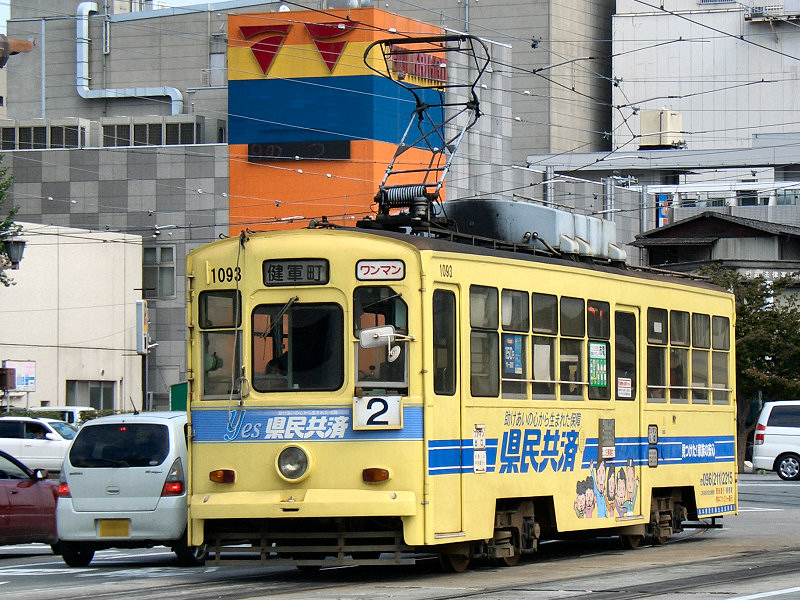
1093
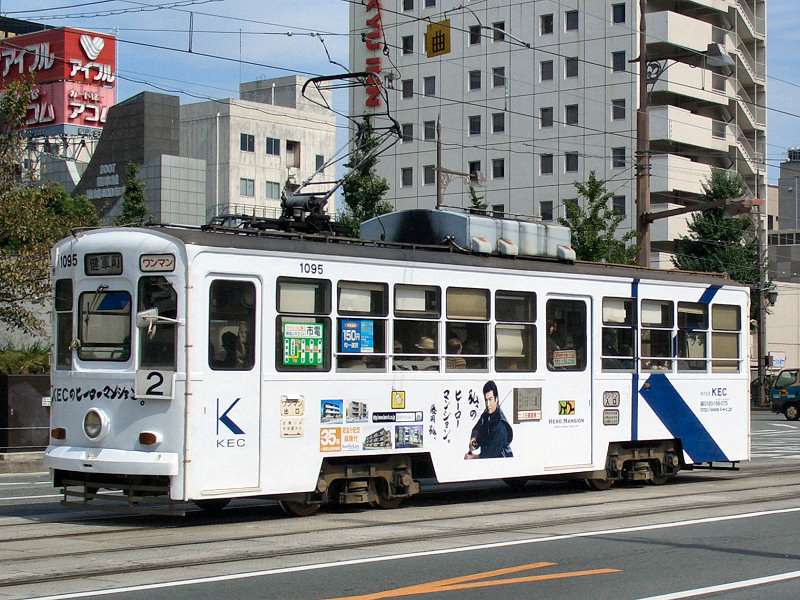
1095
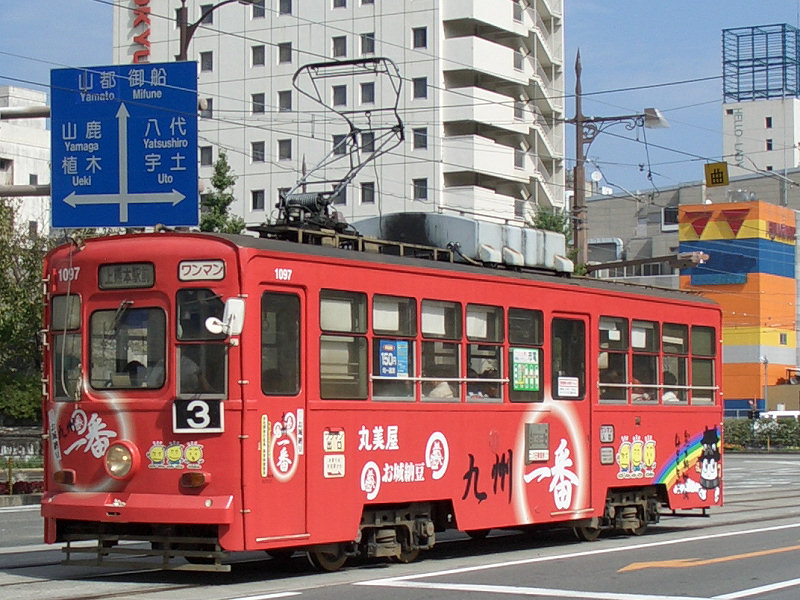
1097
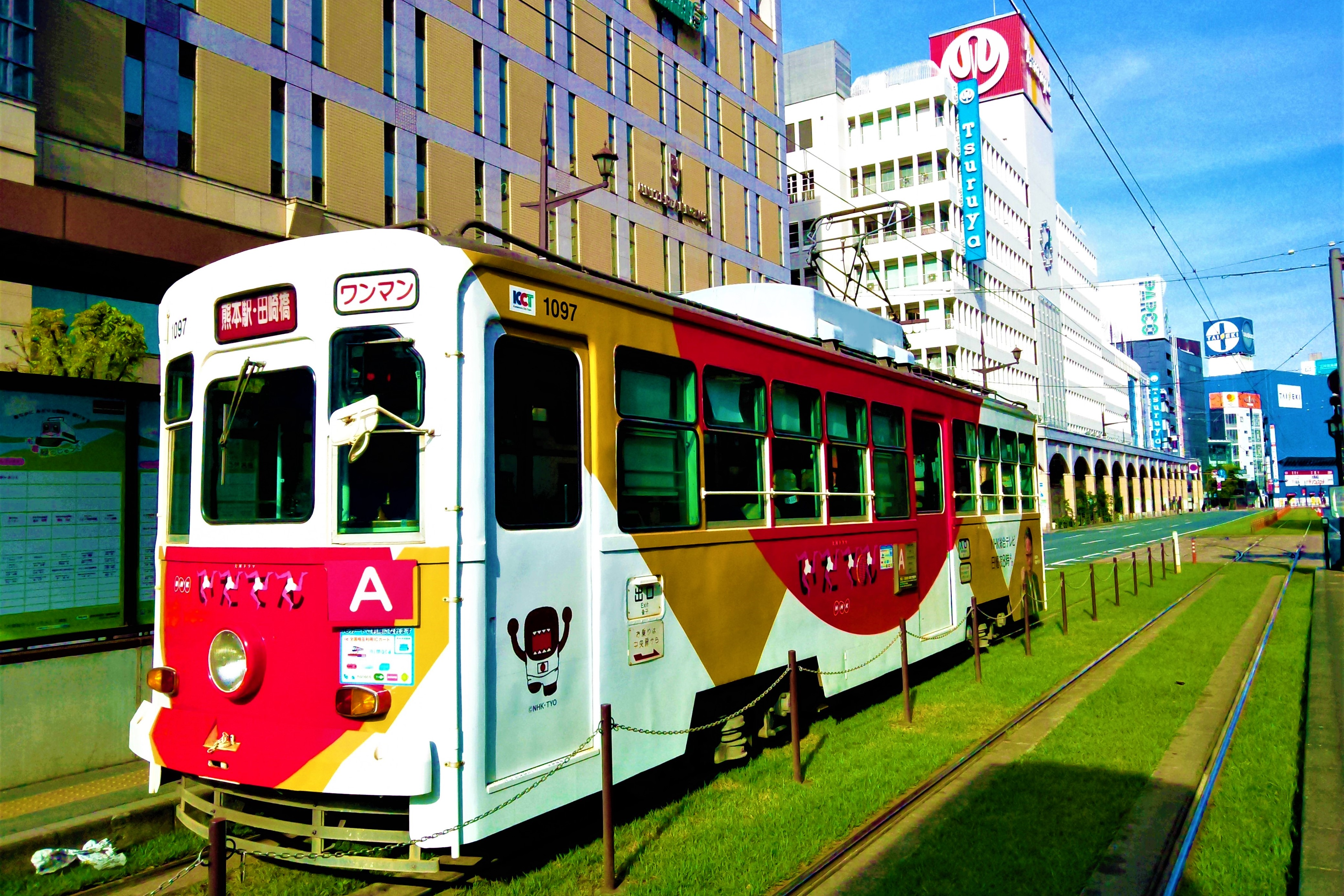
1097（2019年）

## 事件・事故
- 2025年（令和7年）3月25日  8:30頃[32] - 1096号がB系統上熊本行として運行中、熊本城・市役所前停留場に停車中だったA系統田崎橋行の1063号に時速17km前後[33]で追突した。1096号は外見上は無傷であったが、乗客6人と1063号の運転士が重軽傷を負った[34]。尚、1096号は損傷が少なかったため、修理の上で同年7月から運用に復帰している